# Lätt mellanvikt i boxning vid olympiska sommarspelen 1996
Resultat från boxning vid olympiska sommarspelen 1996 och herrarnas lätta mellanvikt. Boxarna vägde under 71 kg. Tävlingarna arrangerades i Alexander Memorial Coliseum.

## Medaljörer
| Klass           | Guld             | Silver                  | Brons                          |
| Lätt mellanvikt | David Reid · USA | Alfredo Duvergel · Kuba | Jermachan Ibraimov · Kazakstan |
| Lätt mellanvikt | David Reid · USA | Alfredo Duvergel · Kuba | Karim Tulaganov · Uzbekistan   |

## Resultat

### Första omgången
| Första Rundan              | Första Rundan | Första Rundan             |
| Vinnare                    | Resultat      | Förlorare                 |
| -------------------------- | ------------- | ------------------------- |
| Rival Cadeau (SEY)         | 22-7          | Jorge Silva (BRA)         |
| Karim Tulaganov (UZB)      | RSC-3 (02:50) | Oscar Gómez (ARG)         |
| David Reid (USA)           | 20-4          | Lee Wan-Kyun (KOR)        |
| Yared Wolde (ETH)          | 11-10         | Kurt Sinette (TRI)        |
| Pavel Polakovič (CZE)      | 8-1           | Victor Kunene (RSA)       |
| Jorn Johnson (NOR)         | 13-7          | Sean Black (JAM)          |
| György Mizsei (HUN)        | 10-2          | Richard Rowles (AUS)      |
| Mohamed Marmouri (TUN)     | 11-8          | Maselino Masoe (ASA)      |
| Markus Beyer (GER)         | 17-12         | Francisc Vastag (ROU)     |
| Hendrik Simangunsong (INA) | 12-1          | Alexander Kwangwald (ZIM) |
| Jermachan Ibraimov (KAZ)   | 15-4          | Nick Farrell (CAN)        |
| Serhiy Horodnichov (UKR)   | 18-4          | Albert Eromosele (NGR)    |
| Alfredo Duvergel (CUB)     | 10-2          | Jozef Gilewski (POL)      |
| Antonio Perugino (ITA)     | 10-8          | José Luis Quiñones (PUR)  |
| Roger Pettersson (SWE)     | 7-2           | Shokhrat Kourbanov (TKM)  |

### Andra omgången
| Första Rundan            | Första Rundan | Första Rundan              |
| Vinnare                  | Resultat      | Förlorare                  |
| ------------------------ | ------------- | -------------------------- |
| Rival Cadeau (SEY)       | 18-6          | Ashikwe Larega (GHA)       |
| Karim Tulaganov (UZB)    | 13-9          | Yared Wolde (ETH)          |
| David Reid (USA)         | 12-5          | Pavel Polakovič (CZE)      |
| Mohamed Marmouri (TUN)   | 17-4          | Jorn Johnson (NOR)         |
| Markus Beyer (GER)       | 14-6          | György Mizsei (HUN)        |
| Jermachan Ibraimov (KAZ) | RSC-1 (02:14) | Hendrik Simangunsong (INA) |
| Alfredo Duvergel (UKR)   | 15-2          | Serhiy Horodnichov (UKR)   |
| Antonio Perugino (ITA)   | 18-4          | Roger Pettersson (SWE)     |

### Kvartsfinaler
| Första Rundan            | Första Rundan | Första Rundan          |
| Vinnare                  | Resultat      | Förlorare              |
| ------------------------ | ------------- | ---------------------- |
| Karim Tulaganov (UZB)    | RSC-1, 1:24   | Rival Cadeau (SEY)     |
| David Reid (USA)         | 13-8          | Mohamed Marmouri (TUN) |
| Jermachan Ibraimov (KAZ) | 19-9          | Markus Beyer (GER)     |
| Alfredo Duvergel (CUB)   | 15-8          | Antonio Perugino (ITA) |

### Semifinaler
| Första Rundan          | Första Rundan | Första Rundan            |
| Vinnare                | Resultat      | Förlorare                |
| ---------------------- | ------------- | ------------------------ |
| David Reid (USA)       | 12-4          | Karim Tulaganov (UZB)    |
| Alfredo Duvergel (CUB) | 28-19         | Jermachan Ibraimov (KAZ) |

### Final
| Första Rundan    | Första Rundan | Första Rundan          |
| Vinnare          | Resultat      | Förlorare              |
| ---------------- | ------------- | ---------------------- |
| David Reid (USA) | KO-3 (00:36)  | Alfredo Duvergel (CUB) |